# Sinja Kraus
Sinja Kraus (* 29. April 2002 in Wien) ist eine österreichische Tennisspielerin.

## Karriere
Im erst fünften Turnier auf der ITF Damen-Tour feierte die 16-jährige Sinja Kraus ihren ersten Turniersieg in Antalya im September 2018. Bislang hat Kraus 12 ITF-Siege im Einzel und zwei im Doppel.
Im Jahr 2019 spielte Kraus erstmals für die österreichische Billie-Jean-King-Cup-Mannschaft; ihre Billie-Jean-King-Cup-Bilanz weist bislang 17 Siege bei 14 Niederlagen aus.
Im April 2023 gewann Kraus ihr erstes Spiel bei einem WTA-Turnier in Bogotá gegen die Argentinierin Nadia Podoroska.

## Turniersiege

### Einzel
| Nr. | Datum              | Turnier         | Kategorie   | Belag             | Finalgegnerin                 | Ergebnis        |
| --- | ------------------ | --------------- | ----------- | ----------------- | ----------------------------- | --------------- |
| 1.  | 23. September 2018 | Antalya         | ITF $15.000 | Hartplatz         | Cemre Anıl                    | 3:6, 6:4, 7:66  |
| 2.  | 24. Januar 2021    | Kairo           | ITF W15     | Sand              | Elina Awanessjan              | 6:2, 6:3        |
| 3.  | 22. Mai 2022       | Warmbad Villach | ITF W25     | Sand              | Weronika Falkowska            | 7:5, 3:6, 6:4   |
| 4.  | 19. Juni 2022      | Pörtschach      | ITF W25     | Sand              | Ivana Jorović                 | 6:1, 1:6, 6:2   |
| 5.  | 26. März 2023      | Mosquera        | ITF W25     | Sand              | Emiliana Arango               | 6:74, 7:66, 6:3 |
| 6.  | 5. November 2023   | Iraklio         | ITF W40     | Sand              | Diane Parry                   | 6:2, 4:6, 6:4   |
| 7.  | 25. August 2024    | Braunschweig    | ITF W35     | Sand              | Marina Melnikowa              | 6:3, 3:6, 6:1   |
| 8.  | 1. September 2024  | Meerbusch       | ITF W50     | Sand              | Lola Radivojević              | 6:4, 6:3        |
| 9.  | 12. Oktober 2024   | Sevilla         | ITF W35     | Sand              | Marie Benoît                  | 2:6, 6:2, 6:3   |
| 10. | 2. März 2025       | Mâcon           | ITF W50+H   | Hartplatz (Halle) | Tiantsoa Rakotomanga Rajaonah | 6:0, 7:5        |
| 11. | 16. März 2025      | Székesfehérvár  | ITF W75     | Sand (Halle)      | Amarissa Tóth                 | 2:6, 7:5, 6:3   |
| 12. | 10. August 2025    | Amstetten       | ITF W75     | Sand              | Lilli Tagger                  | 6:2, 6:4        |

### Doppel
| Nr. | Datum           | Turnier | Kategorie | Belag | Partnerin        | Finalgegnerinnen                   | Ergebnis |
| --- | --------------- | ------- | --------- | ----- | ---------------- | ---------------------------------- | -------- |
| 1.  | 29. Januar 2022 | Kairo   | ITF W25   | Sand  | Melanie Klaffner | Adrienn Nagy Prarthana Thombare    | 7:5, 6:3 |
| 2.  | 31. Mai 2025    | Brescia | ITF W75   | Sand  | Maja Chwalinska  | Gabriela Knutson Darja Semeņistaja | 6:0, 6:3 |

## Weltranglistenpositionen am Saisonende
| Jahr   | 2018 | 2019 | 2020 | 2021 | 2022 | 2023 | 2024 |
| ------ | ---- | ---- | ---- | ---- | ---- | ---- | ---- |
| Einzel | 808  | 842  | 831  | 459  | 197  | 192  | 222  |
| Doppel | -    | 1381 | 1413 | 805  | 385  | 313  | 976  |